# ジェッダ攻囲戦 (1517年)

1517年のジェッダ攻囲戦は、ポルトガルのインド洋艦隊がジェッダを攻撃したが、オスマン帝国が支援していたマムルーク朝の海軍と駐屯軍によって撃退された戦いである。

## 歴史
ポルトガルの脅威に対し、マムルーク朝のスルタン、アシュラフ・カーンスーフ・ガウリーは、アミール・フセイン・アル＝クルディを司令官に任命してジェッダの防備を固めさせた。フセインは素早く市街を守るための強固な石壁を築いた。また、トルコ人の海軍軍人セルマン・レイスは2,000名のレヴァンテ人とともに、1514年にマムルーク朝の海軍に参加し、ジェッダを守るための艦隊を編成した。
1513年と1517年にアデンを占領しようとしたが失敗したポルトガル艦隊は、季節が合わなかったので1513年にはジェッダに進軍できなかった。ポルトガル海軍は好条件となる季節を見定めると、1517年に紅海に入り、イスラムの二大聖地であるメッカとメディナの外港であるジェッダを攻撃した。ここでトルコ艦隊を破れば、紅海でポルトガルを阻む者はいなくなるはずだった。
しかし、有名なアフォンソ・デ・アルブケルケに代わってインド総督に任命されたロポ・ソアレス・デ・アルベルガリアが指揮する約37隻のポルトガル艦隊は、ジェッダ港の入口の狭さと、その入口を制する大砲の威力に直面することになった。
突破を開始したポルトガル艦隊だったが、港の入口の要塞とジェッダ駐留のトルコ艦隊の砲撃に対抗できなかったため、港に入れなかった。
要塞にはオスマン帝国で製造された大型のバジリスク砲が設置されていた。これは全長が5.5mや6.6mもあり、重さ5kgもの砲弾を放つことができた。これがポルトガル艦隊の接近を効果的に妨げていた。
ジェッダ攻略を断念した後、帰路、ポルトガル艦隊はソマリア北岸のゼイラを攻撃・破壊した。

## その後
この戦いの後まもなく、リダニヤの戦いに勝利したオスマン帝国はマムルーク朝を滅亡させた。
ジェッダを含むヒジャーズ地方もオスマン領土となった。必然的に紅海を勢力圏としたオスマン帝国は、ポルトガルの脅威と戦う義務をも引き継ぐことになった。
1520年に、ディオゴ・ロペス・デ・セケイラの指揮下にある24隻のポルトガル艦隊が再び紅海に入ろうとしたが、旗艦はアデンとバブ・エル・マンデブ海峡の間で事故により損傷した。風向きが悪くジェッダに向かうことができなかったポルトガル艦隊はアフリカ沿岸を航行し、エチオピア王国に向かうポルトガル大使をマッサワに上陸させると、すぐに紅海から離脱した。